# 羊皮紙

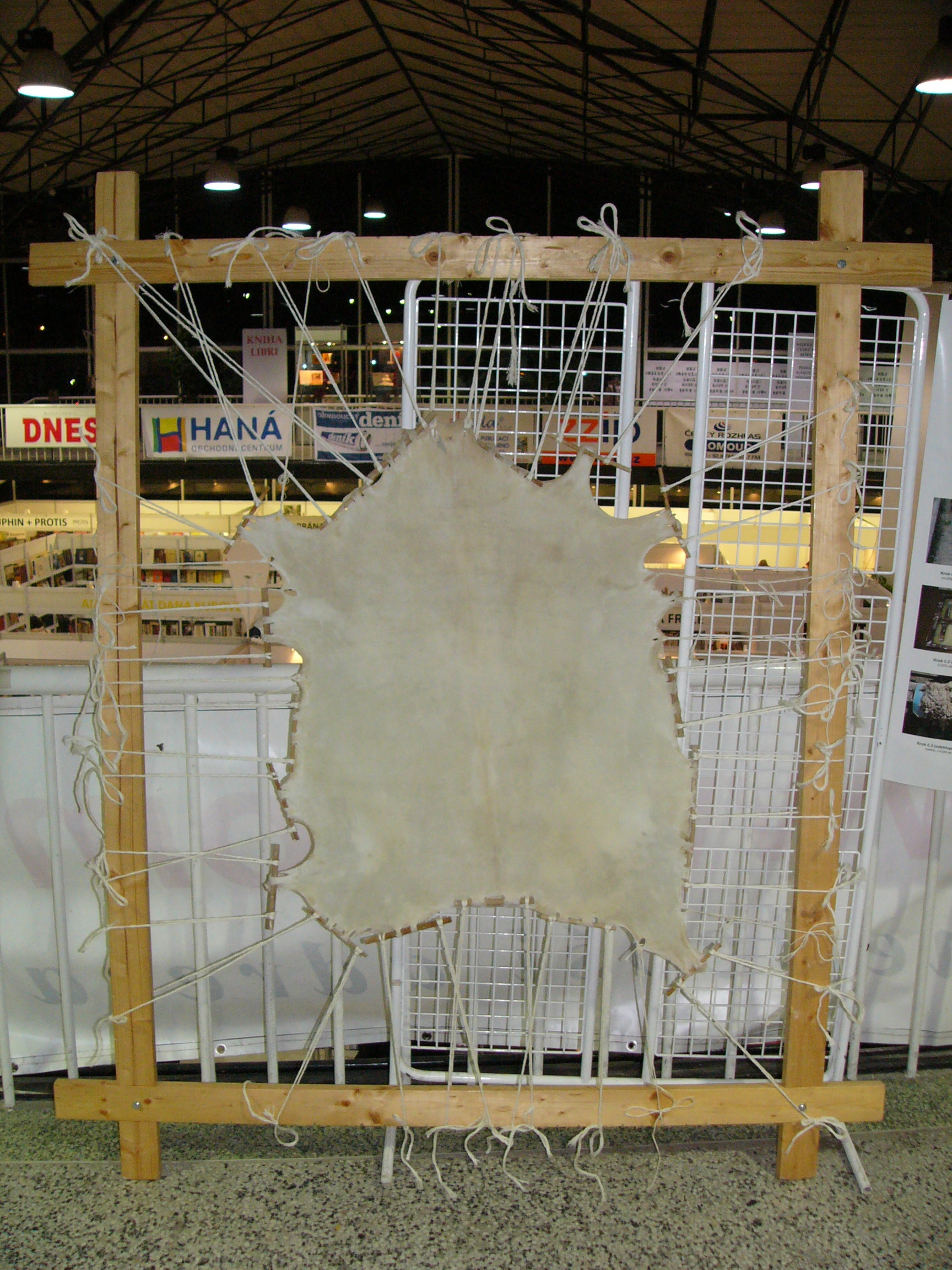
一張山羊皮正透過木框繃緊，乾燥後可切割成為羊皮紙

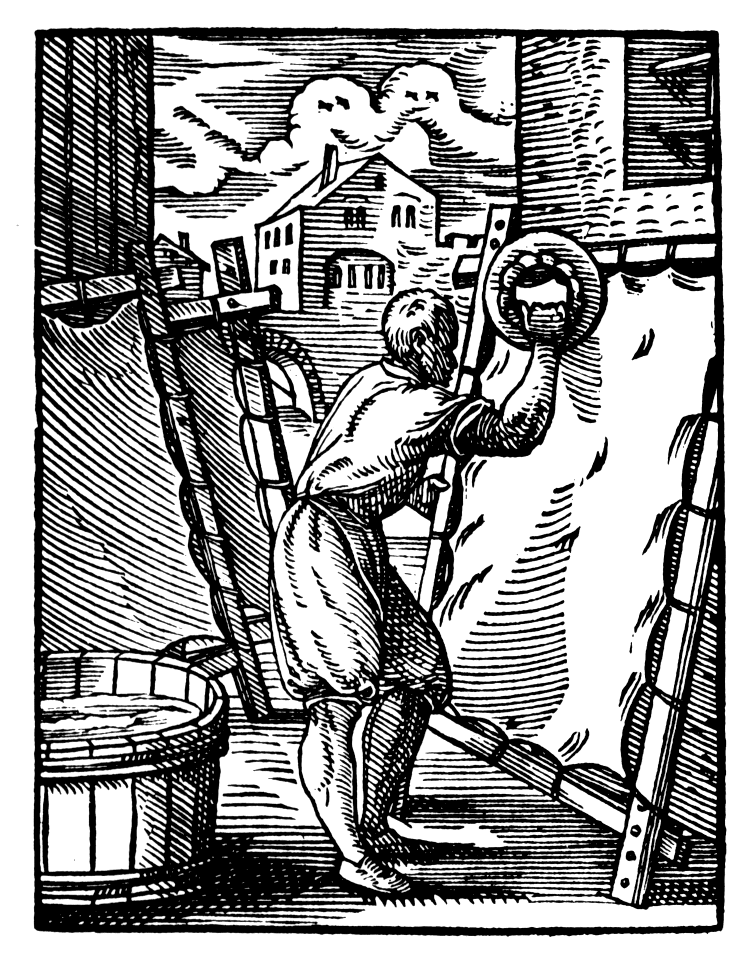
工人將羊皮切割, 1568年的德國版畫

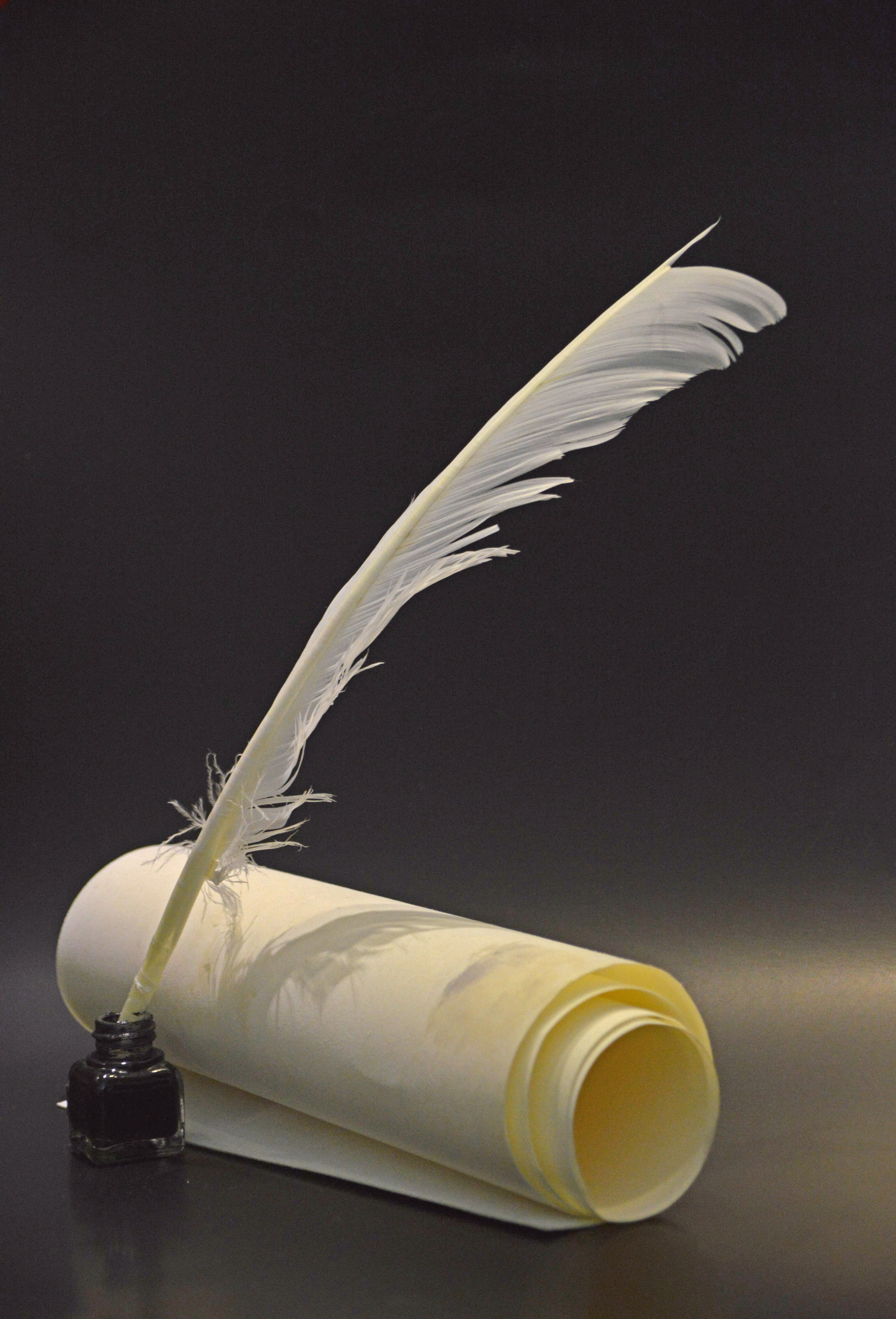
羊皮纸和鹅毛笔与墨水

羊皮紙是一種製作書本或提供書寫的材料，由羊皮或小牛皮为原料制成。公元前170年左右，安納托利亞古國帕加馬（Pergamon）的國王歐邁尼斯二世率先使用羊皮紙。羊皮經石灰處理，剪去羊毛，再用浮石軟化，便成了這種新的書寫材料。羊皮紙的英文名稱“parchment”就是由這個城市的名字而来的。把這些羊皮訂成小冊子，稱為手抄本，再合訂成冊，使成為留傳後世的羊皮典籍。此後，手稿一直使用羊皮紙。
羊皮紙之所以會逐漸取代莎草紙的原因在於，它兩面都能書寫（莎草紙較粗糙的那一面通常不會拿來書寫文字，且有助於防止墨水滲透紙張），而且能夠讓鵝毛筆的書寫呈現飽滿的色彩，拿來摺成書本也沒有問題。唯一問題是它相當昂貴，製作也比較耗時耗工。
最好的羊皮紙稱做犢皮紙（vellum），往往被拿來抄寫最重要的書籍。
羊皮紙的英文是Parchment，而英文Parchment paper則是烘焙紙、亦可翻譯成防油紙、烤盤紙。

## 制作过程
- 剥皮：剥下适龄的羊皮或小牛皮。
- 浸泡：将刚刚剥下的皮（原始方法带有羊毛）一起浸泡于石灰水中，溶解皮中胶质等物质。
- 刮皮：将浸泡数周的皮捞出拉伸并刮去皮上的毛。
- 晾晒：将刮皮后的皮立即再次拉伸晾晒。
- 塗抹保存劑：將處理好的羊皮紙，進行數次的防腐工程（次數不定）。